# 閃閃的紅星 (小說)
闪闪的红星，是人民文学出版社于1972年出版的小说。
作者李心田在1960年初期完成此篇小说，原名《战斗的童年》。在出版之前，作者将小说改名为《闪闪的红星》。于1974年首映同名电影，亦获得了巨大的的成功。2007年，动画版閃閃的紅星之紅星小勇士出品。

## 评价
- 韩作黎称“《闪闪的红星》是对儿童教育的好教材”。